# Карретти, Джузеппе Мария
Джузеппе Мария Карретти (итал. Giuseppe Maria Carretti; 19 октября 1690, Болонья — 7 июня 1774, Болонья) — итальянский композитор.
Получил музыкальное образование как органист и вокалист, изучал также контрапункт под руководством Флориано Аррести. В 1717 г. был избран в Болонскую филармоническую академию как певец, двумя годами позже также как композитор; в промежутке между 1720 и 1763 гг. шесть раз занимал должность председателя академии, находился также на других ответственных постах в ней. На протяжении всей жизни был связан с Базиликой Сан-Петронио как священник, с 1713 г. ризничий, с 1740 г. помощник престарелого капельмейстера Джакомо Антонио Перти, с 1756 г. его преемник в должности капельмейстера (с 1761 г., по старости, с Каллисто Дзанотти в качестве помощника).